# انتقام بازیگر
انتقام بازیگر (به ژاپنی: 雪之丞変化 Yukinojō Henge) فیلمی به کارگردانی کن ایچیکاوا است که در سال ۱۹۶۳ اکران شد.

## بازیگران
- کازوئو هاسه‌گاوا
- فوجیکو یاماموتو
- آیاکو واکائو
- ایچیکاوا رایزو
- شینتارو کاتسو
- ایجیرو یاناگی